# Wakibasoe
Wakibasoe was een dorp in Suriname. Het lag in de buurt van Koffiekamp en de monding van de Sarakreek in de Surinamerivier. Het dorp werd bewoond door marrons.
Achter het dorp lag de Wittekreek. Hier, en stroomopwaarts langs de Sarakreek, lagen placers (velden) waar begin 20e eeuw naar goud werd gedregd. Het lag op een half uur varen van het dorp Kabelstation, vanwaar een trein vertrok naar Paramaribo of naar Dam, verderop aan de Sarakreek.
Het dorp verdronk nadat in de jaren 1960 in deze omgeving het Brokopondostuwmeer werd aangelegd. De dorpelingen transmigreerden naar een nieuw aangelegd dorp stroomafwaarts van het stuwmeer.

## Galerij

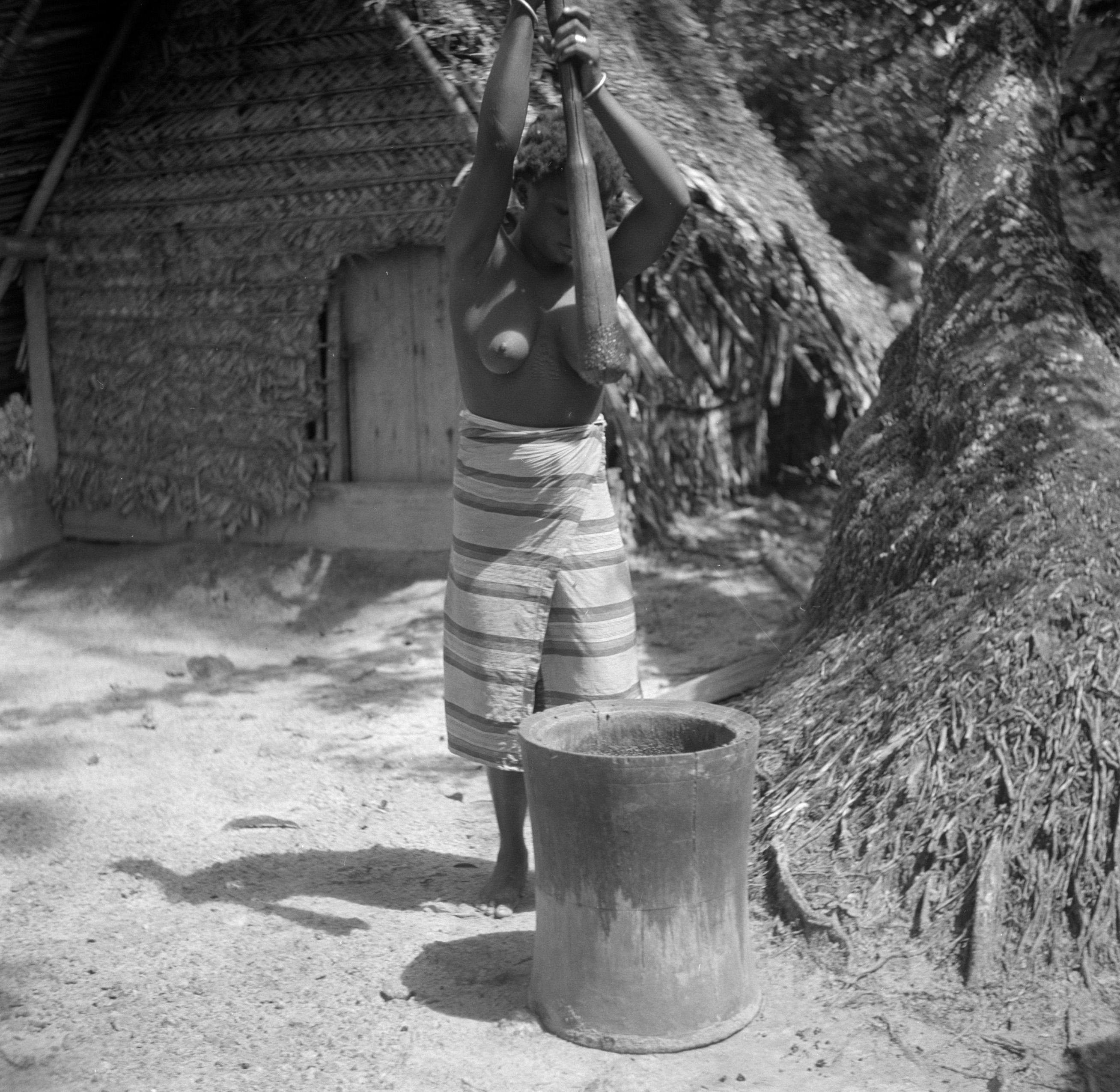
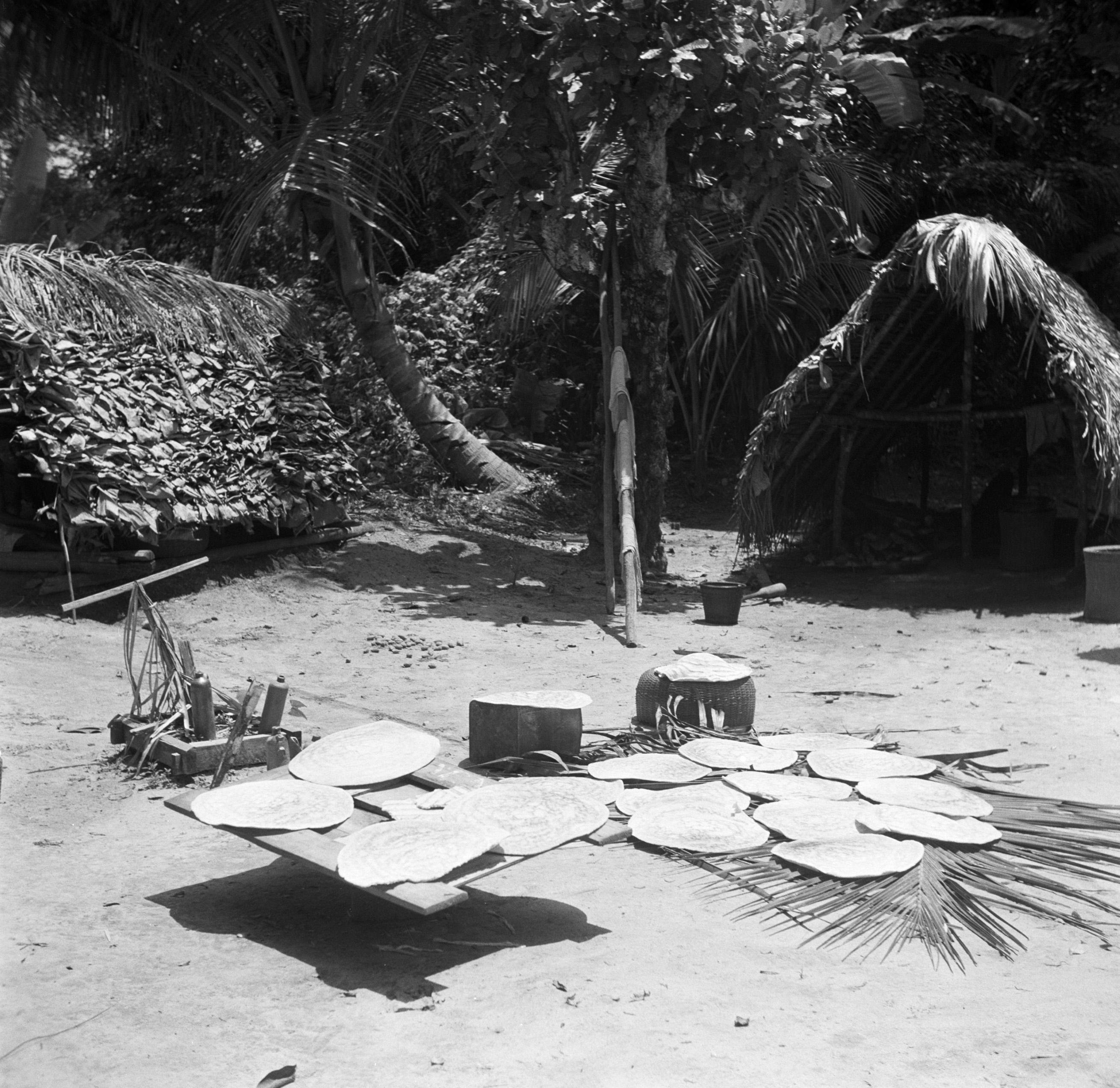
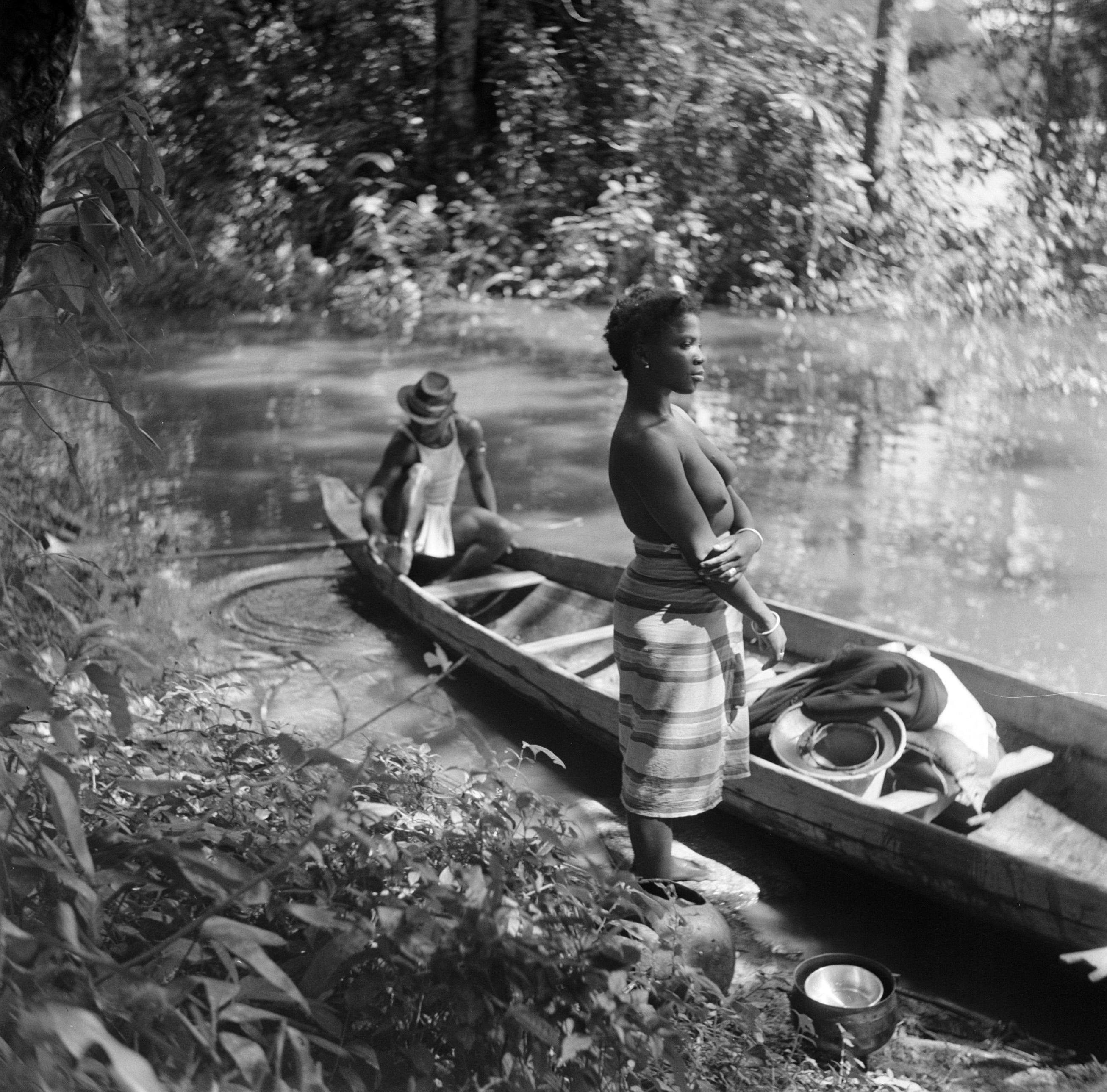
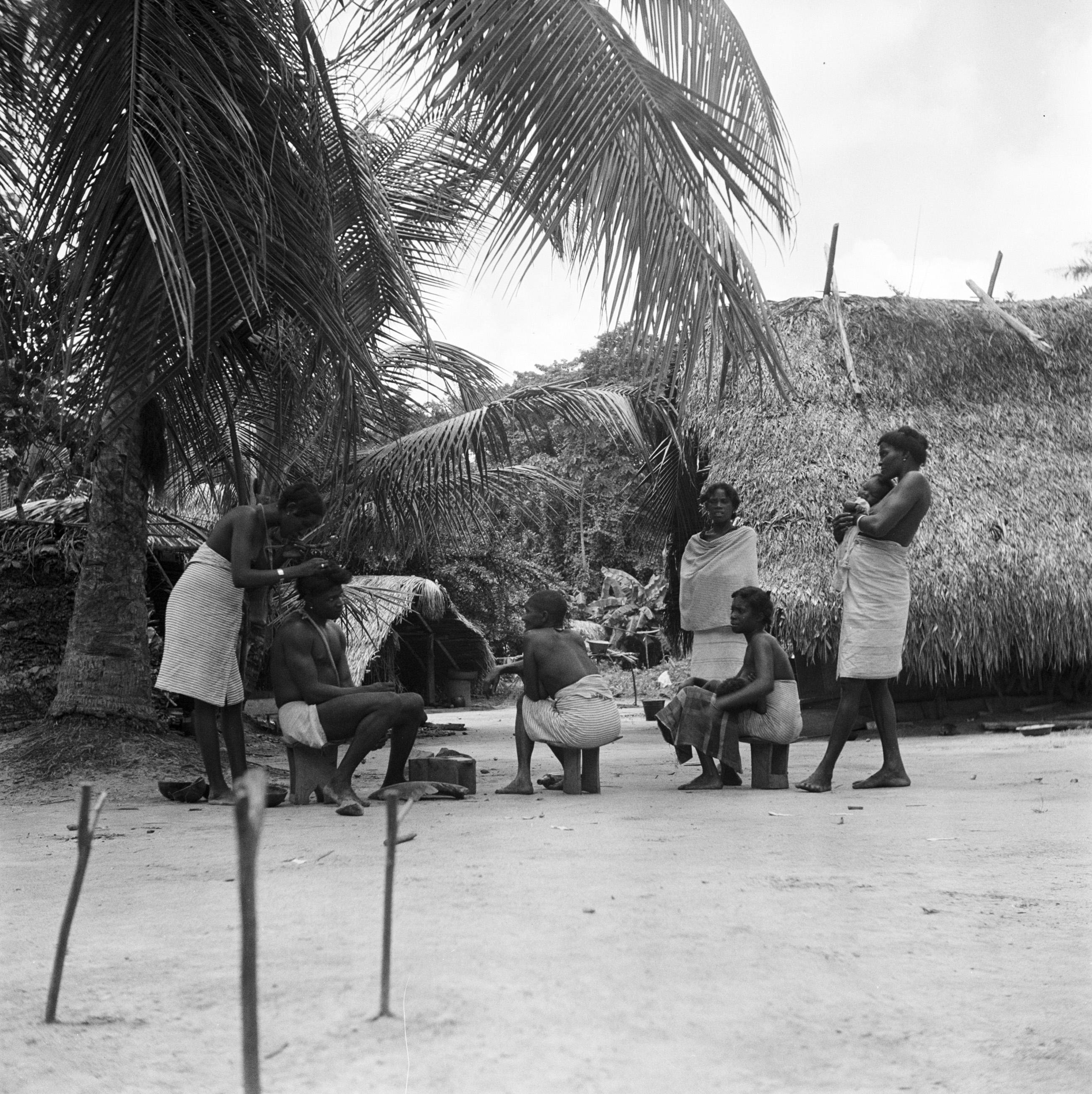
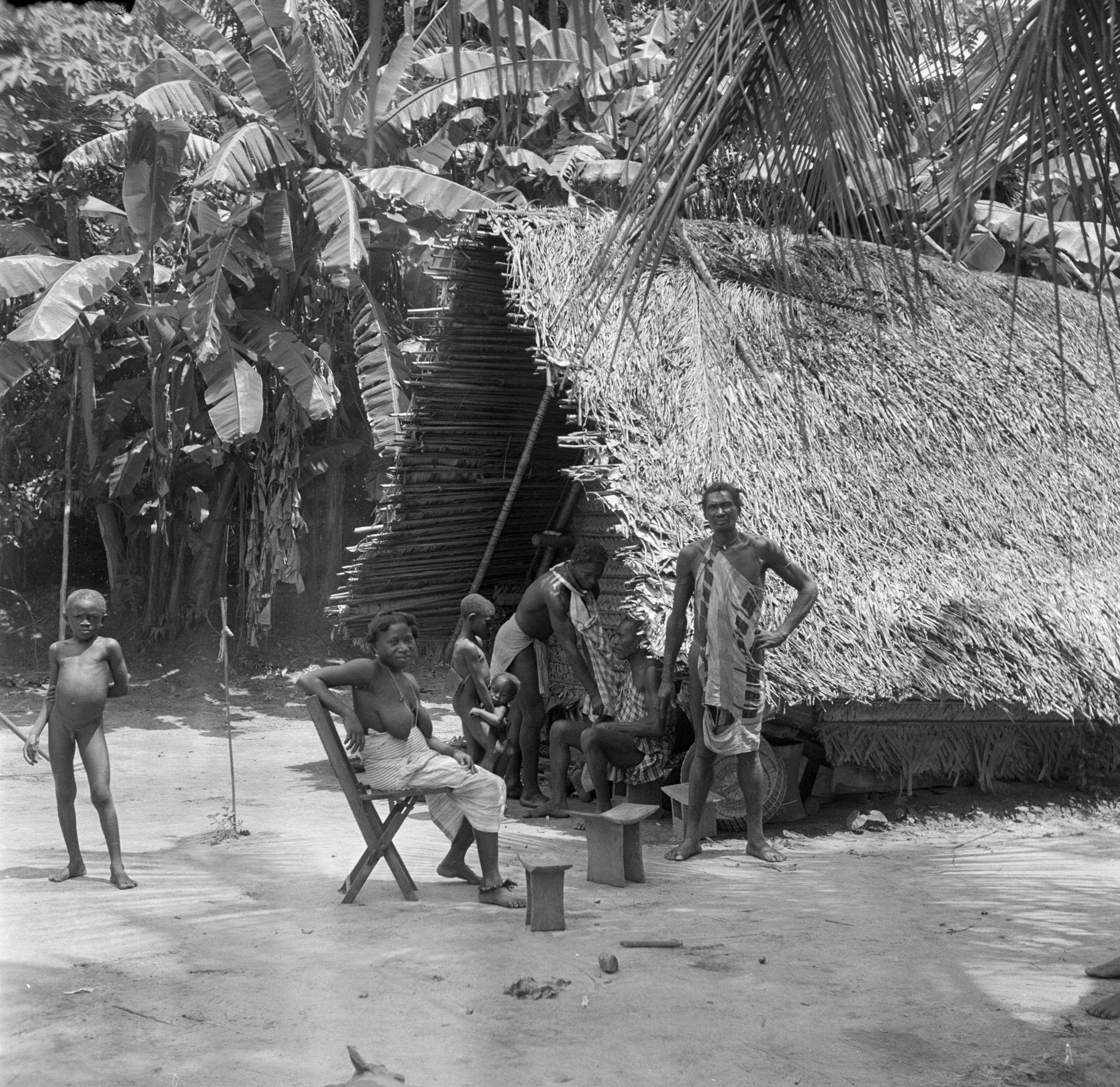
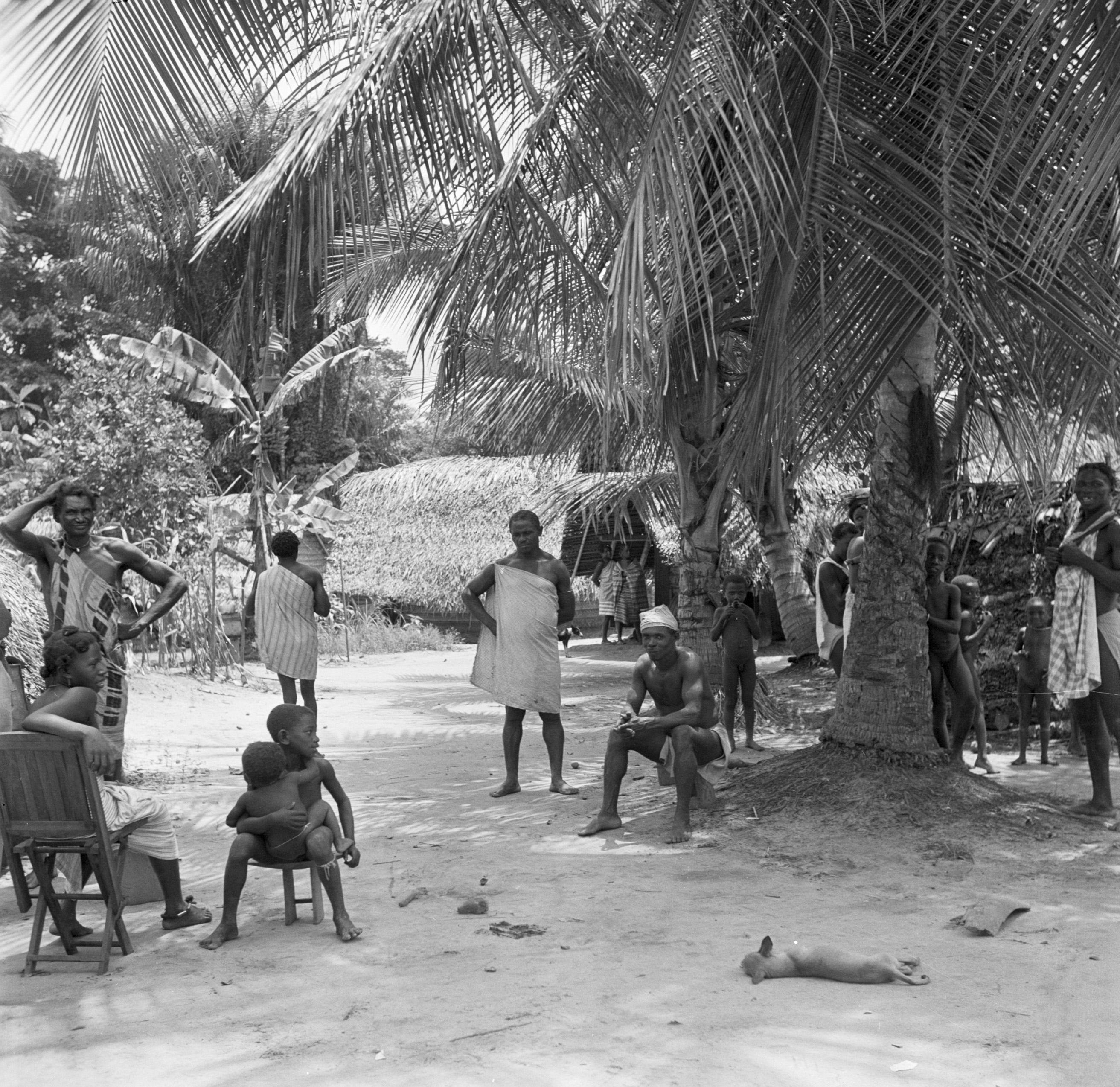
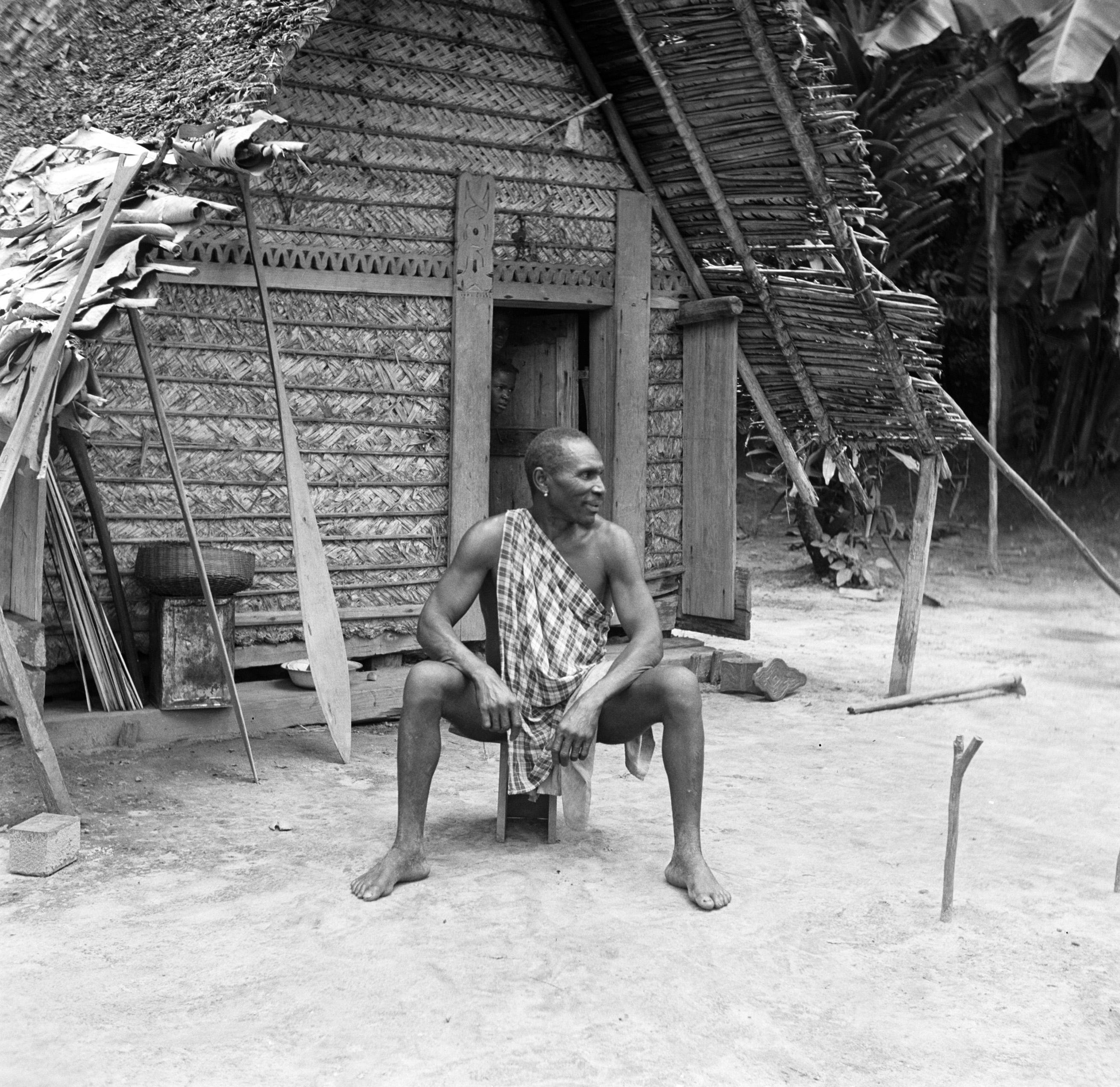

Hieronder volgen foto's uit 1947.